# Dendrobium cunninghamii
Dendrobium cunninghamii – gatunek roślin z rodziny storczykowatych (Orchidaceae). Endemit dla Nowej Zelandii, wysp Chatham i Stewart. Dawniej wyodrębniany w monotypowy rodzaj jako Winika cunninghamii.
Jest to epifit dorastający do 1 m wysokości. Rośliny występują na pniach i gałęziach drzew w górskich lasach, bardzo rzadko spotykane są rosnące na skałach. Liście o długości 3–5 cm, zielono-żółte do ciemnozielonych. Kwiaty białe z fioletową lub różową warżką i żółtym prętosłupem. Wielkość kwiatów to około 2–2,5 cm.

## Systematyka
Rodzaj sklasyfikowany do podrodziny epidendronowych (Epidendroideae) z rodziny storczykowatych (Orchidaceae), rząd szparagowce (Asparagales) w obrębie roślin jednoliściennych.